# Селище Маршала Жукова
Маршала Жукова (рос. Маршала Жукова) — селище в Курському районі Курської області Російської Федерації.
Населення становить 4190 осіб. Входить до складу муніципального утворення Клюквинська сільрада.

## Історія
Населений пункт розташований на території українського етнічного та культурного краю Східна Слобожанщина.
Від 2004 року входить до складу муніципального утворення Клюквинська сільрада.

## Населення
1. Н/Д[2]